# Corynoneura lacustris
Corynoneura lacustris är en tvåvingeart som beskrevs av Edwards 1924. Corynoneura lacustris ingår i släktet Corynoneura och familjen fjädermyggor. Arten är reproducerande i Sverige. Inga underarter finns listade i Catalogue of Life.